# Yrjö Vaskinen
Yrjö Vaskinen ou  Yrjö A. Waskinen (né en 1892 à Tampere et décédé en 1963) est un architecte finlandais. 
Son œuvre majeure est l'église de Viinikka à Tampere.

## Ouvrages principaux

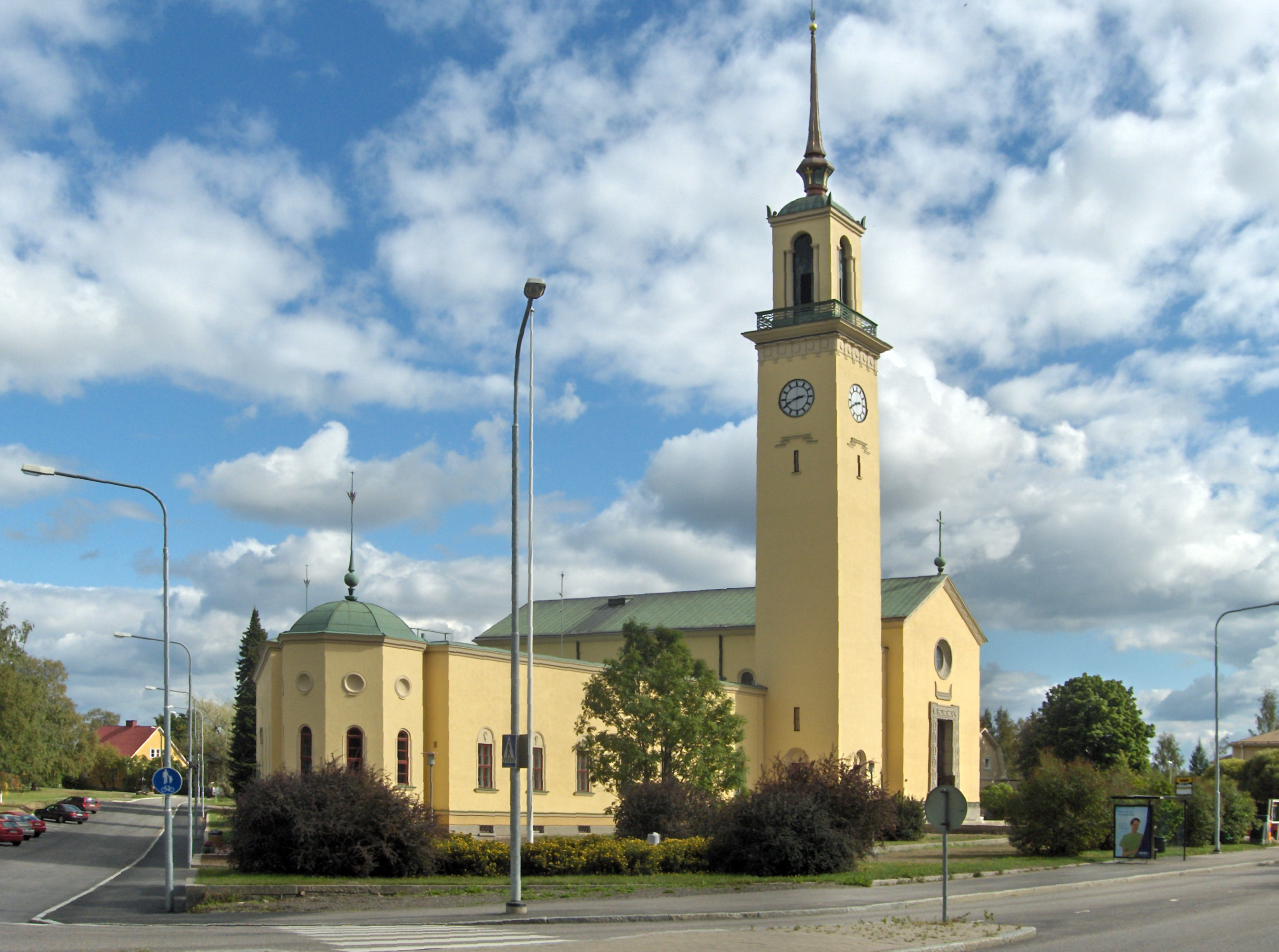
L'église de Viinikka.

Ses ouvrages les plus importants sont:
| Ouvrage                                     | Construction | Lieu       | Réf.  |
| ------------------------------------------- | ------------ | ---------- | ----- |
| Église de Koria                             | 1951         | Koria      |       |
| Église de Käpylä                            | 1952         | Kouvola    |       |
| Église de Tainionkoski                      | 1932         | Imatra     |       |
| Église de Viinikka                          | 1932         | Tampere    | ,     |
| Ancienne église de Järvenpää                | 1940         | Järvenpää  |       |
| Église du Bon Pasteur                       | 1950         | Pakila     |       |
| Église de Pyhäselkä (fi)                    | 1928         | Joensuu    |       |
| Archives provinciales de Turku              | 1932         | Turku      | [ 4 ] |
| Morgue de l'église de Nokia                 | 1920         | Nokia      | [ 5 ] |
| Immeuble Jääkärinkatu 10b - Laivurinkatu 39 | 1929         | Ullanlinna | [ 6 ] |
| Immeuble Vuorikatu 16 - Vilhonkatu 4        | 1928         | Kluuvi     | [ 7 ] |